# Lawrence Wright (Schriftsteller)

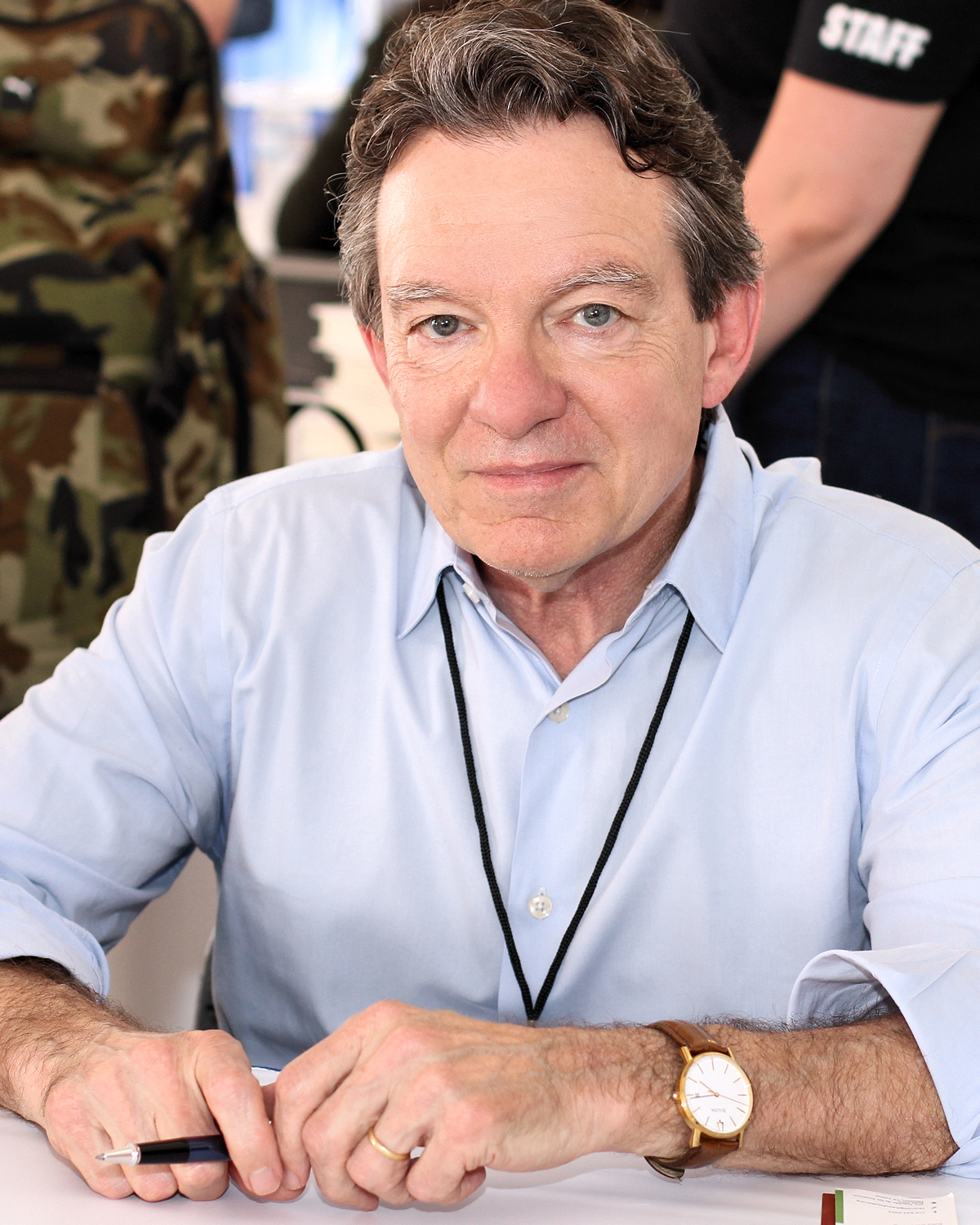
Lawrence Wright (2018)

Lawrence Wright (* 2. August 1947) ist ein US-amerikanischer Schriftsteller, Journalist und Drehbuchautor.

## Leben
Nach seinem Studium an der Tulane University in New Orleans verbrachte Wright zwei Jahre an der American University in Cairo, wo er Englisch unterrichtete und seinen Master in Angewandter Linguistik machte. Bislang veröffentlichte er fünf nichtfiktionale Bücher. Zudem schreibt er regelmäßig für den New Yorker.
Für Der Tod wird euch finden, in dem er die Herkunft der al-Qaida sowie die Hintergründe des 11. September schilderte, wurde er 2007 mit dem Pulitzer-Preis in der Kategorie Sachbuch sowie dem Lionel Gelber Prize ausgezeichnet.
Sein Sachbuch Im Gefängnis des Glaubens: Scientology, Hollywood und die Innenansicht einer modernen Kirche über die Scientology-Bewegung diente Regisseur Alex Gibney 2015 als Basis für den Dokumentarfilm Scientology: Ein Glaubensgefängnis, für den Wright auch als Produzent fungierte.
2021 wurde Wright in die American Academy of Arts and Sciences gewählt.

## Filmografie
Drehbuchautor
- 1996: Zur Lüge gezwungen (Forgotten Sins)
- 1998: Ausnahmezustand (The Siege)
- 2000: Noriega (Noriega: God’s Favorite)

Produzent
- 2000: Noriega (Noriega: God’s Favorite)
- 2015: Scientology: Ein Glaubensgefängnis (Going Clear: Scientology and the Prison of Belief)

## Werke (Auswahl)
- The End of October. A Novel. Random House LCC US, 2020, ISBN 978-0-525-65865-8 (englisch).
- God Save Texas: A Journey Into the Soul of the Lone Star State. Random House LCC US, 2018, ISBN 978-0-525-43590-7 (englisch).
- The Terror Years: From al-Qaeda to the Islamic State. Constable, London 2018, ISBN 978-1-4721-2583-5.
- Thirteen Days in September: Carter, Begin and Sadat at Camp David. Alfred A. Knopf. 2014, ISBN 978-0-385-35203-1.
- Going Clear: Scientology, Hollywood, and the Prison of Belief. 2013. ISBN 978-0307700667 (englisch).
  - Im Gefängnis des Glaubens: Scientology, Hollywood und die Innenansicht einer modernen Kirche. DVA, München 2013, ISBN 978-3-421-04535-5.
- Der Tod wird euch finden. Al-Qaida und der Weg zum 11. September. Ein Spiegel-Buch bei DVA, München 2007, 544 Seiten. ISBN 978-3-421-04303-0 (Amerikan. Original: The Looming Tower: Al Qaeda and the Road to 9/11. Knopf, NYC, 2006. ISBN 0-14-102935-8).
- Conflicted Boundaries in Wisdom and Apocalypticism. 2005, ISBN 1-58983-184-5 (englisch).
- God’s Favorite. A Novel. Simon & Schuster, New York 2000, ISBN 0-684-86810-5 (englisch).
- Zwillinge. Gene, Umwelt und das Geheimnis der Identität. Deuticke, Wien/München 1998, ISBN 3-216-30408-6.
- Erinnerungen an Satan: ein Vater wird angeklagt. Dt. Taschenbuch-Verlag, München 1996, ISBN 3-423-12286-2.